# کامرون جانسن
کامرون جانسن (انگلیسی: Cameron Johnson؛ زادهٔ ۳ مارس ۱۹۹۶) بازیکن بسکتبال اهل ایالات متحده آمریکا است.
از باشگاه‌هایی که در آن بازی کرده‌است می‌توان به فینیکس سانز اشاره کرد.